# Болота Білорусі

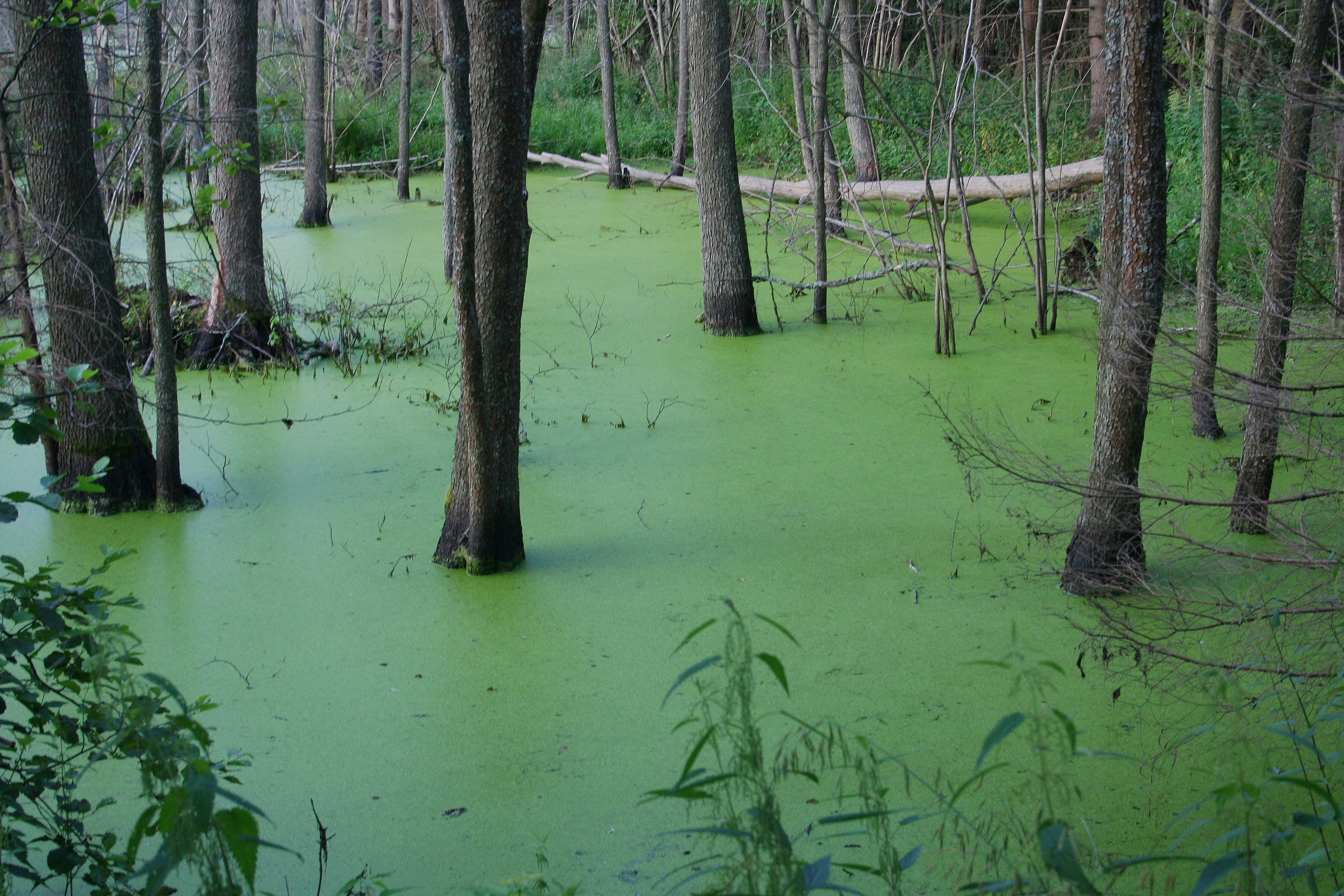
Болото в Біловезькій пущі, на білорусько-польському кордоні

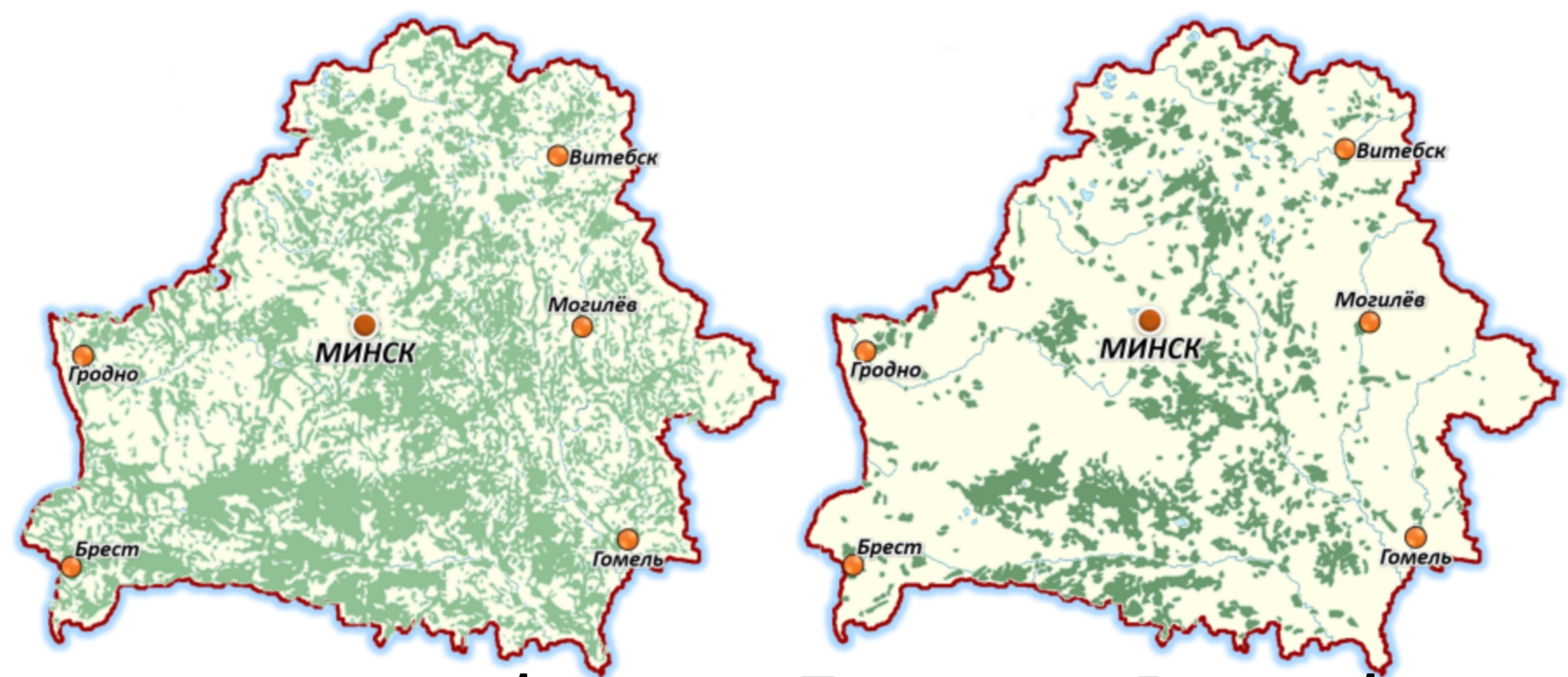
Болота Білорусі у 1958 і 2000 роках

Болота Білорусі — надмірно зволожені ділянки землі зі специфічною рослинністю, внаслідок життєдіяльності та відмирання якої утворюється торф. Болота на території Білорусі є одними з найбільших у Європі.

## Географія боліт
У Білорусі під болотами 2,5 млн га (разом із осушеними) — 14,1% площі країни, із запасом торфу-сирцю 30,4 млрд м³; максимальна потужність торф'яного пласта 10,5 м (болото Оріхівський Мох). Під покладом торфу на деяких болітах є родовища сапропелю. Розподілено болота на території країни нерівномірно. Рослинність поділяється на верхову, перехідну та низинну залежно від умов водного живлення та характеру рослинності. Верхові болота розвиваються у місцях, де переважає атмосферне живлення (Полоцька низина, Друть-Березинське міжріччя та інші). У місцях, де переважає ґрунтове водне живлення, болотяні масиви майже повністю низинні (Гродненська та більша частина Брестської обл.). В інших регіонах співвідношення розподілу низинних та верхових боліт різні (Мінська та Могилівська обл.). Найбільші болота в Брестській обл. — Вигонощанське болото, Піддубичі, Великий ліс, Обрівське болото.

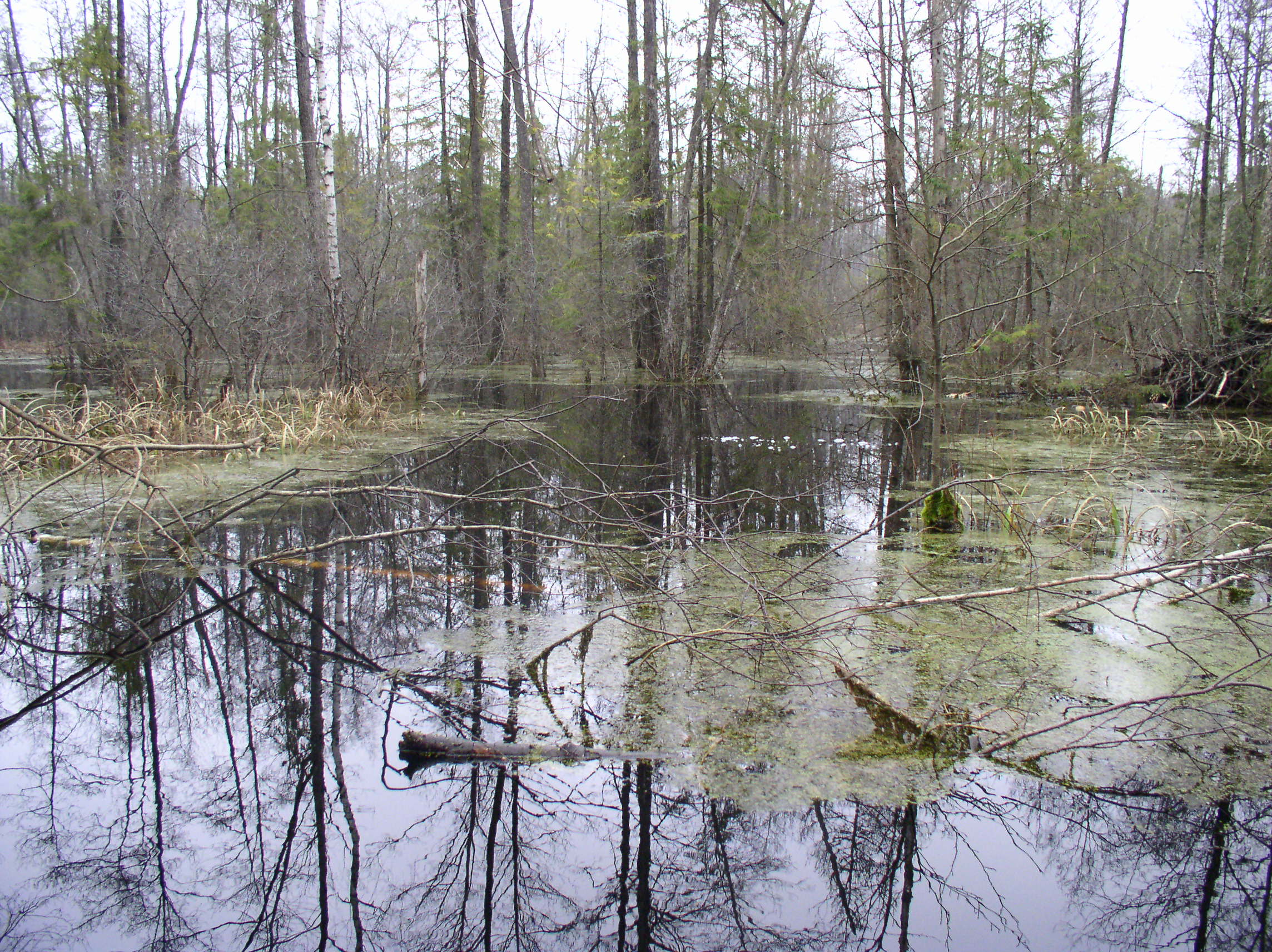
Болото біля торфозаготівель у Руденську

## Верхові болота
Це болота лише атмосферного живлення. Найбільш поширені у північній частині Білорусії (Вітебська та Мінська обл.); займають 15,8% пл. всіх боліт. Розміщені переважно на вододілах у замкнутих безстічних пониженнях; там-таки і найбільші запаси торф'яних покладів. Потужність торф'яного пласта — 2-4 м, рідше 9-10 м, ступінь розкладання торфу від 5 до 50%. Мають опуклу поверхню. Видовий склад рослинності обмежений: з деревних порід — сосна, з чагарників — багно, болотний мирт, верес, підбіл, лохина, журавлина, вороника; з трав — пухівка піхвова, росянка круглолиста, морошка (зрідка на півночі Білорусі), шейхцерія, кам'яник, поширений суцільний покрив із сфагнових мохів. Серед таких боліт переважають лісові, на яких поширені сосново-пушицево-чагарниково-сфагнові асоціації (наприклад, Осиновське болото). Безлісові болота (пушицево-сфагнові та шейхцерієво-сфагнові асоціації) зустрічаються лише окремі ділянками в більш обводнених зниженнях, часто утворюють грядово-мочажинні комплекси рослинності. Утворюється сфагнова група, пушицева група, сосново-пушицева група, шейхцерієво-сфагнова група та інші групи торфу. У торф'яному покладі дуже часто верховий торф підстилається низинним або перехідним.

## Низинні болота

Болота біля берега річки Прип'ять

Це болота ґрунтового живлення. У Білорусі займають 81,2% площі всіх боліт. Особливо їх багато у Брестській, Гродненській та Мінській областях. Знаходяться на рівнинних безстічних зниженнях, часто зустрічаються на місці колишніх озер у басейнах річки Прип'ять та річки Німан. Потужність торф'яного пласта в середньому — 1-2 м, іноді до 6 м, ступінь розкладання торфу від 20 до 40% і вище. Мають увігнуту або плоску поверхню, багатий видовий склад болотяних рослин. З деревних порід ростуть деякі дерева, з них — сосни, берези, вільхи, зрідка ялини; з чагарників — різні види верб (часто верба попеляста), береза низька; з трав'янистих рослин - таволга, вахта, шабельник, хвощ, папороті, кипрей, вейник, очерет, мітлиця біла, вівсяниця червона, тонконіг луговий, осоки, шипові мохи, сфагнові мохи. На сильно обводнених болотах здебільшого очеретяні, хвощові, трав'яно-гіпіові та осоково-гіпнові асоціації, на більш проточних і менш обводнених болотах — осоково-злакові, чорноольхово-кранівно-різнотравні.
Їх можна класифікувати на лісові (чорновільхові, пухнастоберезові, вільхово-березові, ялиново-сосново-вільхово-березові), трав'янисто-чагарникові (вербові), трав'янисті (осокові, хвощові, очеретяні, манникові, різнотравні) та трав'яні. У Поліссі поширені низинні березові болота, де ростуть пухнаста береза, верба, жостер; у трав'яному покриві — осоки з незначною домішкою болотного різнотрав'я. Утворюються осокова група, очеретяна група, очеретно-осокова група, дерево-осокова група та інші групи торфу, торфотуфи та інші болотні відкладення. Найбільші низинні болота: Іпа-Вішанське болото, Хольча, Сухе болото, Журавлівське болото, Пущецеве болото, Ржище-Липки, Вигонощанське болото, Кузьмичі та Мар'їно, Дике болото, Великий ліс, Гальське болото, Обрівське болото, Багна-Схеда, Булівське болото, Загалля, Гричин, Каролінське болото, Василевичі-2. Велика частина низинних болот частково або цілком осушені і використовуються під сільськогосподарські угіддя. На Дикому та Вигонощанському болотах — гідрологія, заказники.

## Перехідні болота
Мезотрофні болота, змішаного живлення з мезотрофною рослинністю. Займають проміжне положення між низинними та верховими болотами. Найбільш поширені у центральній частині Білорусі (Мінська обл. та західна частина Могильовської обл.). Складають 3% площі всіх боліт Білорусі. Рослинність — сфагнові (покривають суцільним килимом) і гіпнові мохи, трави (осоки, вахта трилпстная, шабельник болотний), чагарники (багно, лохина, болотний мирт, журавлина), чагарники (верби, береза низька). Поділяються на лісові та безлісні болота. Лісові болота знаходяться у  соснових та березово-соснових лісах, безлісові — переважно осоково-сфагновими, осоково-гіпново-сфагновими та різнотравно-осоково-сфагновими асоціаціями. Нижні шари перехідних боліт складаються з низинного торфу, а верхні — з торф'яно-осоково-сфагнового та дерево-осоково-сфагнового торфу.

## Торф'яно-болотні області Білорусі
З урахуванням особливостей розвитку та торфоутворення на території Білорусі визначено 5 торф'яно-болотних областей:
1. верхові торфовища горбисто-озерного ландшафту;
2. низинні торфовища західного кінцево-моренного ландшафту;
3. великі верхові та низинні торфовища порожнисто-хвилястої абляційної рівнини;
4. невеликі верхові та низинні торфовища в умовах значного поширення лісоподібних порід;
5. великі низинні торфовища Поліського ландшафту.

## Торф'яні райони Білорусі
1. Браславсько-Сиротинський
2. Меховсько-Чашніцький
3. Островецько-Лепельський
4. Гродненський-Новогрудський
5. Скидельсько-Ів'ївський
6. Ошмянсько-Слуцький
7. Плещеницько-Джержинський
8. Борисовсько-Глуський
9. Крупсько-Кличевський
10. Бихівсько-Парицький
11. Оршансько-Мстиславський
12. Могилівсько-Хотимський
13. Корм'янсько-Гомельський
14. Кам'янецько-Малоритський
15. Кобринсько-Пружансько-Ганцевицький
16. Дрогичинсько-Пінський
17. Столінсько-Лельчицький
18. Лунінецько-Любанська
19. Петриківсько-Комаринський
20. Калінковичсько-Єльсько-Наровлянський

## Корисність боліт
Болота Білорусі є різновидом земельних угідь і мають значне кліматичне та метеорологічне значення як резервуари води, особливо на вододілах, біля витоків річок та в районах з піщаними ґрунтами. На Вигонощанському та Дикому болотах створені гідрологічні заказники. Неосушені низинні болота використовуються як природні сіножаті, а чорновільхові ліси на них є високопродуктивними. Осушені низинні болота використовуються для сільськогосподарських культур, сіножатей та видобутку торфу. На верхових і перехідних болотах росте багато ягідних (журавлина, брусниця) та лікарських рослин (багно, росянка та інші).
Білоруські болота включені до міжнародного списку Рамсарської конвенції з охорони водно-болотних угідь.

## Болотознавствов Білорусі

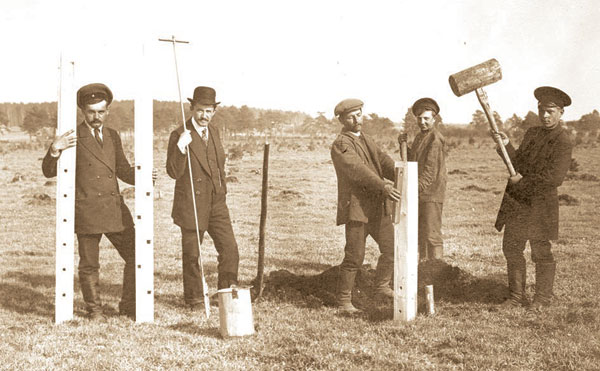
Роботи з осушення боліт у Мінську. 1911 рік

Розвиток болотознавства в Білорусі розпочався з робіт Західної експедиції з осушення боліт Полісся під керівництвом І. І. Жилінського (1873—1898). Учасник експедиції Г. І. Танфільєв опублікував першу в Росії класифікацію боліт та опис рослинності боліт Полісся (1899). У 1911 році відкрилася Мінська болотна дослідна станція. У 1912-1915 роках у Мінську видавався журнал «Болотознавство». У 1926-1929 роках у БСХА А. Д. Дубах та Х. А. Писарьков досліджували приріст сфагнових мохів та торфу. Болотяну рослинність вивчали О.С. У 1925-1930 роках проблеми, пов'язані з окультуренням боліт, досліджували А. Т. Кірсанов, П. Ф. Лебедевич, А. Ф. Флеров, їхню роботу продовжували І. С. Лупінович, С. Г. Скоропанов та інші. У 1930 році було створено Всесоюзний НДІ болотного господарства, де вивчалися гідрологія та культура боліт. У 1934 році організовано Інститут торфу АН БРСР, де досліджувалися торф'яні поклади та характеристики торфу (Л. Я. Лепін, А. П. Підопличко). Опубліковано «Торф'яний кадастр БРСР» (1940) та «Торф'яний фонд Білоруської РСР» (1953) з картою торф'яних родовищ.
Встановлено зв'язок між трофністю живильних вод і характером формування озерної ванни. Доведено, що прикордонний горизонт не відображає особливого ксеротермічного періоду в будові торфових покладів. Вивчення цього горизонту дозволило обґрунтувати сировинні основи бітумінозних торфів і показати умови їх залягання. Досліджено географічні та екологічні особливості розвитку деяких сфагнових комплексів на верхових болотах Білорусі. Надано основні генетичні схеми розвитку торфовищ на території Білорусі. Визначено причини утворення та вік затоплених в озерах торфовищ. Показано, що формування торфовищ і озерних відкладень відбувалося в різні періоди голоцену. Встановлено, що розвиток міжльодовикових і сучасних торфовищ відбувався за однією схемою. Посилення досліджень у галузі болотознавства пов'язане з розширенням масштабів господарського освоєння боліт.
Основний акцент приходиться на вивченні генези, процесів ґрунтоутворення та рослинних асоціацій боліт, методів регулювання водного режиму, проблем, пов'язаних із сільськогосподарським використанням осушених боліт, промисловим освоєнням торф'яних покладів тощо. На основі досліджень з болотознавства розробляються проекти меліорації та використання торфу.
«Болознавство» — науковий журнал, що був вісником Мінської болотної дослідної станції. Видавався з 1912 по 1917 рік, спочатку в Мінську, а з № 3-4 за 1915 рік — у Москві російською мовою. У 1912-1915 роках виходило 4 номери на рік, а у 1916-1917 роках — один номер. Журнал висвітлював питання походження боліт, їх класифікації, методики дослідження, фізичні та хімічні властивості болотних ґрунтів, використання боліт для луговодства, поліводства, городництва, садівництва, технічні розробки боліт та використання торфу як палива та добрива. Публікував звіти, огляди та плани діяльності Мінської болотної дослідної станції та її господарств, урядові розпорядження з культури боліт, звіти про з'їзди та конференції з болотознавства, висвітлював діяльність земств та інших громадських організацій щодо покращення боліт та лук. Знайомив читачів з новою літературою з болотознавства в Росії та за кордоном, з приладами та машинами для осушення боліт та видобутку торфу. Друкував статті з питань зрошення, осушення та рослинності боліт Полісся, а також результати дослідження боліт та лугів Мінської губернії.

## Болота у фольклорі та літературі
У білоруському фольклорі болота зображуються як недобре, чужинне місце, населене чортами, водяними та іншою нечистю. Проте саме на болоті розквітає квітка папороті (біл. папараць-кветка), яка, за давньою легендою, приносить білорусам щастя. Олександр Блок присвятив білоруським болотам вірш «Полюби цю вічність боліт…».